# 俄亥俄鎮區 (堪薩斯州富蘭克林縣)
俄亥俄鎮區（英語：Ohio Township）為位在美國堪薩斯州富蘭克林縣的鎮區。2010年美国人口普查中該鎮區人口有770人。

## 地理
俄亥俄鎮區涵蓋面積108.88平方（42.04平方英里），境內包含1座城市：普林斯頓。
該鎮區有佩恩溪（Payne Creek）等溪流通過。

## 交通
俄亥俄鎮區擁有1座機場及降落跑道：科克倫機場（Cochran Airport）。

## 人口統計
根據2010年美國人口普查，俄亥俄鎮區人口有770人，人口密度為7.06人/平方公里。種族組成方面，95.06%為白人；0.52%為非裔美洲人；1.56%為美洲原住民；0.13%為亞洲人；0%為太平洋島民；0.52%為來自其他種族；另外有2.21%來自兩個或以上的種族。而其他族裔如西班牙裔美國人或拉丁美洲人等佔該鎮區人口的2.6%。

## 外部連結
- USGS Geographic Names Information System (GNIS)（页面存档备份，存于）
- US-Counties.com
- City-Data.com（页面存档备份，存于）